# Hartmann Beyer
Hartmann Beyer (Frankfurt am Main, 30 de setembro de 1516 – Frankfurt am Main, 11 de agosto de 1577) foi um matemático, teólogo e reformador alemão.

## Vida
Hartmann Beyer nasceu como filho do tosquiador Wilhelm Beyer, que imigrou de Büdingen, e sua esposa Elisabeth em Frankfurt am Main e frequentou a escola de latim fundada em 1520, onde recebeu uma boa educação clássica de Jakob Micyllus. Em 1534 matriculou-se na Universidade de Wittenberg e, sob a forte influência de Martinho Lutero e Filipe Melâncton, obteve o título de mestre em 1539.
Depois de passar mais alguns anos como professor particular de matemática em Wittenberg, em 11 de abril de 1546, ele foi nomeado para suceder Sebastian Ligarius como pregador em sua cidade natal. No início, ele pregou principalmente na Peterskirche, depois na Barfüßerkirche, que se tornou a principal igreja protestante após 1548.
De 1525 a 1535, pregadores que professavam a teologia radical de Ulrico Zuínglio trabalharam em Frankfurt. Em 1536, o conselho decidiu ingressar na Liga Schmalkaldic e aderiu ao Acordo de Wittenberg. Desde então, o conselho tem tentado reduzir a influência zwingliana na cidade chamando pregadores luteranos. Beyer foi um pregador apaixonado e carismático que rapidamente teve sucesso em influenciar os cidadãos no sentido do luteranismo estrito.
Em termos de política externa, entretanto, o Conselho estava na defensiva após a derrota da Liga Schmalkaldic na Batalha de Mühlberg em 24 de abril de 1547. Para evitar as ameaças de represálias imperiais e a retirada de importantes privilégios, o conselho foi forçado a reconhecer o interino de Augsburgo em 17 de julho de 1548. Ele exigiu o retorno de seis colegiadas e mosteiro, incluindo a Bartholomäuskirche, aos católicos e a ordem da igreja, que tem estado em vigor desde 1533 e que remonta a Martin Bucer, para ser adaptado em alguns pontos às exigências feitas pelo Arcebispo de Mainz. Acima de tudo, isso incluiu a reintrodução do Ano Novo, da Segunda-feira da Páscoa e dos feriados da Ascensão.
Beyer e outros pregadores luteranos na cidade, incluindo Matthias Ritter em particular, se opuseram às disposições provisórias, apesar de uma opinião de especialista mediadora por Filipe Melâncton em 29 de janeiro de 1549. O conselho, no entanto, manteve sua linha leal ao imperador. Em 1552, na chamada Guerra do Príncipe, a cidade luterana foi sitiada pelas tropas dos príncipes luteranos e defendida por tropas imperiais. Após o Tratado de Passau, a ameaça da política externa para a cidade diminuiu. Internamente, a disputa entre os predicantes e o conselho, em que Beyer conhecia a opinião pública da cidade por trás dele, escalou para uma breve suspensão de Beyer em 1553, que foi retirada após alguns dias. Na paz religiosa de Augsburg de 1555, o credo luterano foi finalmente consolidado.
Refugiados reformados sob a liderança de Valérand Poullain chegaram a Frankfurt da Inglaterra já em 1554. O conselho disponibilizou a Weißfrauenkirche para eles, mas ao mesmo tempo encomendou a Beyer uma opinião de especialista: "Em que ponto e o que as Confissões de Welschen e Engellendische não se comparam e concordam". Beyer apontou a divergência na doutrina da Ceia do Senhor lá. Além disso, os recém-chegados causaram inquietação entre os artesãos e comerciantes locais. A comparação pretendida pelo Conselho não se concretizou. A fim de manter a ordem pública e a paz da igreja na cidade, em 22 de abril de 1561, o culto reformado foi cancelado por uma resolução do conselho e os partidários do credo reformado foram proibidos de construir ou usar suas próprias igrejas. No entanto, o conselho não quis rejeitar os refugiados, cujo fluxo entre 1567 e 1573 por causa do terror do duque de Alba na Holanda espanhola cresceu constantemente. Ele declarou que "é preciso ter compaixão cristã barata por pessoas tão tristes e depravadas tão miseráveis e depravadas, tão levadas à miséria de casa, fazenda e tudo." O conselho, entretanto, temia o perigo de que os refugiados reformados pudessem favorecer ainda mais o relacionamento com o imperador e a paz entre os cidadãos e, portanto, manteve-se fiel ao curso luterano que havia sido seguido. Assim, sob Hartmann Beyer, a ortodoxia luterana foi estabelecida em Frankfurt. Não foi até o final do século 18 que as restrições aos reformados e católicos foram levantadas.
Hartmann Beyer foi o pai de Johann Hartmann Beyer (1563-1625), médico, matemático e cientista natural em Frankfurt, que se tornou juiz leigo em 1612 e prefeito em 1614 durante o levante de Fettmilch.

## Obras
- Warer Grundt und Beweisung, das die unrecht handeln, die iren Predigern verbieten, das antichristliche Bapstumb zu straffen, Magdeburg 1551;
- Pro ficticio missae sacrificio argumenta erronea sophistarum pontificiorum, ebd. 1551;
- Historienbibel, gedruckt zu Frankfurt am Main bei Christian Egenolff 1583
- Handschriftliche Predigt-Sammlung, 49 Bände (Stadt- und Universitätsbibliothek Frankfurt am Main)